# Rinconada (Los Andes)
Rinconada é uma comuna da província de Los Andes, localizada na Região de Valparaíso, Chile. Possui uma área de 122,5 km² e uma população de 6.692 habitantes (2002).